# Колискова для брата
«Колискова для брата» (рос. «Колыбельная для брата») — радянський художній фільм 1982 року, режисера  Віктора Волкова за однойменною повістю  Владислава Крапівіна.

## Сюжет
Взимку Кирило познайомився з групою хлопців, які будували з шлюпки вітрильник «Капітан Грант». У цій компанії Кирило хоч і не зустрів міцної дружби, якої йому не вистачало, але, пройшовши через трудові будні будівництва судна, а потім переживши з командою справжні небезпеки в плаваннях, дуже добре зрозумів, що таке справжнє товариство і взаємовиручка. Новий навчальний рік він почав вже іншою людиною — більш сміливим, гордим і хлопцем, що вміє за себе постояти.
Однак, для семикласника Кирила Векшина навчальний рік почався невдало — в перші ж дні вересня його несправедливо звинуватили в крадіжці гаманця у студентки-практикантки. Підозри посилилися після того, як Кирило не дозволив обшукати себе, як і інших підозрюваних. Насправді злодієм виявляється Петька Чирков — тихий і беззахисний однокласник Кирила на прізвисько Чирок. Він витягнув гаманець з плаща студентки, щоб розплатитися з хуліганами під керівництвом Диби, які все літо вимагали у нього гроші.
З'ясувавши, що крадіжка гаманця — справа рук Чирка, Кирило не видає його, а намагається йому допомогти, увійшовши в його положення. На тлі подій, що розгортаються Кирило вступає в конфронтацію з Дибою — ватажком місцевих хуліганів і по-новому оцінює відносини, що склалися у нього в класі. Проте, класний керівник Єва Петрівна теж дізнається, що в крадіжці винен Чирков і збирає класний збір.
На класному зборі Кирило захищає Чиркова, критикуючи ситуацію в класі, коли нікому немає діла до неприємностей, що відбуваються з іншими. Сторону Кирила, несподівано для всіх, приймає і класна активістка, голова ради загону Женя Черепанова, з якої у Кирила встигла зав'язатися дружба. У підсумку Кирило переконує кількох однокласників піти до кінотеатру «Космос», де Диба з приятелями збиралися вимагати гроші. До Кирила крім Жені приєднується Кубишкін, слова якого не прийнято було сприймати всерйоз, інтелігентний шахіст Райський і схильний до іронічно-філософських висловлювань Клімов.
Біля кінотеатру, хлопці, що готові до всього, дійсно зустрічають зграю Диби. Проте, зустріч проходить досить мирно і після обміну люб'язностями хулігани вирішують піти, вважаючи за краще «не шуміти в культурному місці».
Однак, через деякий час, Диба з парою приятелів підстерігають Кирила і жорстоко б'ють. У розпал розправи хуліганів їх лякає чийсь голос: «Кирило, тримайся!» І вони розбігаються. Кирило піднімається на ноги і з подивом бачить, що його рятівник — Митька, наймолодший член екіпажу «Капітана Гранта».

## У ролях
- Єгор Грамматиков —  Кирило
- Олена Москаленко —  Женька
- Володя Зотов —  Чирок
- Валерій Федорищев —  Диба
- Андрій Монахов —  Митька
- Володимир Пучков —  Дід
- Лариса Блінова —  Єва Петрівна
- Софія Павлова —  Анна Вікторівна
- Лев Дуров —  батько Кирила
- Олександра Назарова —  мати Кирила
- Капітоліна Іллєнко —  Зоя Олексіївна
- Костя Боленко —  Олег Райський
- Андрій Яковлєв —  Самойлов
- Льоня Тарон —  Клімов
- Костя Шаблій —  Кубишкін
- Адам Азаренко —  Тюля

## Знімальна група
- Автори сценарію:  Владислав Крапівін, Станіслав Фурін
- Режисер-постановник:  Віктор Волков
- Оператор-постановник:  Андрій Кирилов
- Художник-постановник: Ольга Кравченя
- Композитор:  Сергій Томін